# Tom Adeyemi
Thomas Oluseun Adeyemi, detto Tom (Norwich, 24 ottobre 1991), è un ex calciatore inglese, di origini nigeriane, di ruolo centrocampista.

## Carriera
Cresciuto nel settore giovanile del Norwich City, ha esordito in prima squadra l'8 agosto 2009, nella partita persa per 1-7 contro il Colchester United. Ha in seguito giocato in prestito con Bradford City, Oldham e Brentford. Il 24 giugno 2013, rimasto svincolato, firma un biennale con il Birmingham City. Il 7 agosto 2014 passa, per una cifra di poco superiore al milione di euro al Cardiff City, legandosi con un triennale alla squadra gallese. Il 14 luglio 2015 viene ceduto in prestito con diritto di riscatto al Leeds United; trascorre la stagione successiva, sempre a titolo temporaneo, al Rotherham United. Il 30 giugno 2017 firma un biennale, con opzione per il terzo anno, con l'Ipswich Town.

## Statistiche

### Presenze e reti nei club
Statistiche aggiornate al 3 gennaio 2018.
| Stagione        | Squadra         | Campionato      | Campionato | Campionato | Coppe nazionali | Coppe nazionali | Coppe nazionali | Coppe continentali | Coppe continentali | Coppe continentali | Altre coppe | Altre coppe | Altre coppe | Totale | Totale | Totale |
| Stagione        | Squadra         | Comp            | Pres       | Reti       | Comp            | Pres            | Reti            | Comp               | Pres               | Reti               | Comp        | Pres        | Reti        | Pres   | Reti   |        |
| --------------- | --------------- | --------------- | ---------- | ---------- | --------------- | --------------- | --------------- | ------------------ | ------------------ | ------------------ | ----------- | ----------- | ----------- | ------ | ------ | ------ |
| 2009-2010       | Norwich City    | FL1             | 11         | 0          | FACup+CdL       | 0+2             | 0               | -                  | -                  | -                  | FLT         | 0           | 0           | 13     | 0      |        |
| 2010-2011       | Bradford City   | FL2             | 34         | 5          | FACup+CdL       | 1+1             | 0               | -                  | -                  | -                  | FLT         | 0           | 0           | 36     | 5      |        |
| 2011-2012       | Oldham          | FL1             | 36         | 2          | FACup+CdL       | 3+0             | 0               | -                  | -                  | -                  | FLT         | 5           | 1           | 46     | 3      |        |
| 2012-2013       | Brentford       | FL1             | 30+3       | 2          | FACup+CdL       | 5+0             | 1+0             | -                  | -                  | -                  | FLT         | 1           | 0           | 39     | 3      |        |
| 2013-2014       | Birmingham City | FLC             | 35         | 1          | FACup+CdL       | 1+4             | 0+2             | -                  | -                  | -                  | -           | -           | -           | 40     | 3      |        |
| 2014-2015       | Cardiff City    | FLC             | 20         | 1          | FACup+CdL       | 2+1             | 0               | -                  | -                  | -                  | -           | -           | -           | 23     | 1      |        |
| 2015-2016       | Leeds Utd       | FLC             | 23         | 2          | FACup+CdL       | 1+0             | 0               | -                  | -                  | -                  | -           | -           | -           | 24     | 2      |        |
| 2016-2017       | Rotherham Utd   | FLC             | 29         | 6          | FACup+CdL       | 1+0             | 1+0             | -                  | -                  | -                  | -           | -           | -           | 30     | 7      |        |
| 2017-2018       | Ipswich Town    | FLC             | 5          | 0          | FACup+CdL       | 0+0             | 0               | -                  | -                  | -                  | -           | -           | -           | 5      | 0      |        |
| Totale carriera | Totale carriera | Totale carriera | 223+3      | 19         |                 | 22              | 4               |                    | -                  | -                  |             | 6           | 1           | 254    | 24     |        |